# Швейцарська еміграція до Росії
З кінця 17-го до кінця 19-го століття відбувалася велика еміграція швейцарців до Російської імперії. Раубер (1985) підрахував, що приблизно між 1700 і 1917 роками в Росії проживало від 50 000 до 60 000 швейцарців.

## Міграція
Наприкінці 18 — початку 19 століття спостерігається потік швейцарських фермерів, що формують такі колонії, як Шаба (Бессарабія, на Дністровському Лимані, нині частина України), крім спеціалістів різних професій, які працюють як винороби, сироварі, купці, офіцери чи гувернантки. Російські швейцарські загалом процвітали, частково злившись з німецькою діаспорою. Перші швейцарські емігранти до Росії не були бідними та привозили з собою до країни гроші, утверджуючи себе як спеціалізовану еліту, вибираючи Росію як міграційну мішень, оскільки вона давала більше можливостей для їхньої торгівлі, ніж Америка тих часів. Лише наприкінці 19 століття, з російською індустріалізацією, відбулася значна міграція нижчих соціальних класів.
Більшість представників швейцарської діаспори повернулися до Швейцарії в міжвоєнний період після російської революції 1917 року, та утворення СРСР. Поштовхом до повернення швейцарців стало розкуркулення під керівництвом Йосипа Сталіна протягом 1929—1931 років.
Найвідомішими швейцарцями, що жили в Росії, є математик Леонард Ейлер і військовий офіцер Франц Лефорт, близький соратник Петра I. Район Лефортово в сучасній Москві досі носить його ім'я. Інші відомі російські швейцарці — це ботанік Johannes Ammann, художник і архітектор Леонарда Крістіан Готліб Leonardowitsch Шауфельбергер, підприємець Арнольд Шауфельбергер, політик Лагарп і генерал Жоміні в царській період і Платтен і Ембер-Дро в радянський період. У 1918 році Платтен врятував життя Володимиру Леніну в Петербурзі, а в 1923 році російській швейцарець вбив в Лозанні лідера більшовиків Вацлава Воровського.
Швейцарсько-російський зв'язок йшов у обидва боки, і Швейцарія була місцем відпочинку, навчання та вигнання як для більшовиків, так і для антибільшовиків, зокрема еліт. Примітно, що Цюрих приймав і Леніна, і Олександра Солженіцина, і в роки, що передували революції, до третини студентів швейцарських університетів були громадянами царської Росії.
З 1978 року історичний факультет Цюрихського університету під керівництвом Карстена Герке збирає архів історичних документів, що стосуються швейцарських емігрантів у Росії (зараз доступний у Швейцарському соціальному архіві, Цюрих). В архіві зібрані дані про приблизно 5600 осіб, що приїхали до Швейцарії після розпаду Російської імперії, вимагаючи швейцарського громадянства, що, за оцінками, становить близько двох третин від загальної кількості.
З 2000-х років відновилася обмежена тенденція еміграції швейцарських фермерів до Росії. У 2006 році 676 громадян Швейцарії було зареєстровано на постійне проживання в Росії, що на 100 більше, ніж у попередньому році.